# Børnehjemmet Godthåb
Børnehjemmet Godthåb var et børnehjem på Frederiksberg 1876-1984.
Børnehjemmet var stiftet som selvejende institution 19. november 1876 og var Danmarks første børnehjem for drenge. Senere blev også piger optaget. Blandt grundlæggerne var grosserer Peter Martinsen (1847-1888).
Børnehjemmet kom til at bestå af 6 afsnit:
- 1877 1. hjem Dronningensvej 3
- 1882 2. hjem Dronningensvej 1
- 1884 børnehjemmets skole Kongensvej 4
- 1884 3. hjem Dronningensvej 27
- 1892 4. hjem Dronningensvej 29
- 1916 ungdoms- og lærlingehjem Mathildevej 3

Børnehjemmet har haft feriehuse. 1948-1955 Fidusenborg ved Vallensbæk Strand og 1957-1984 Lærkehuset ved Kulhuse.
Børnehjemmet blev afviklet i etaper, i 1959 nedlagdes 2. hjem, i 1965 skolen, i 1971 4. hjem. I 1976 overtog Frederiksberg Kommune børnehjemmet, og i 1984 blev det helt nedlagt.
Sofie Petersen var den første leder af børnehjemmet fra 1876. En af børnehjemsforstanderne i begyndelsen af 1900-tallet var Laurits Nielsen. Senere ledere var frk. Mary Hansen og og frk. Pauline Christensen. I de seneste år blev børnehjemmet ledet af forstanderinde frk. Jenny Jensen.
Der foreligger både gode og dårlige udsagn om børnehjemmet; men de dårlige kommer ofte til at fylde mest. Den berømte udbryderkonge Carl August Lorentzen (1896-1958) var på børnehjemmet 1905-1908.
Børnehjemmet på Ilias Minde Dronningensvej 26 var et andet børnehjem af betydning i området.
Nogle af børnehjemmets bygninger huser nu Frederiksberg Friskole.